# The Darling Buds
The Darling Buds war eine walisische Independent-Band aus dem Ort Caerleon nahe Newport. Die Band wurde im Jahr 1986 gegründet und nach dem Roman The Darling Buds of May des englischen Schriftstellers Herbert Ernest Bates benannt. Dieser Titel entstammt wiederum der dritten Verszeile aus Sonett 18 des englischen Dichters William Shakespeare: “Rough winds do shake the darling buds of May” (deutsch: „Durch Maienblüten rauhe Winde streichen“).

## Geschichte
Die Band trat erstmals im Umfeld des 1986 herausgebrachten Musik-Samplers C86 in Erscheinung. Ihre im Februar 1987 unter eigenem Label veröffentlichte Debütsingle If I Said wurde nach der Neuauflage bei Native Records häufig auf BBC Radio 1 gespielt. Ende der 80er-Jahre wurden die ersten beiden Alben produziert, welche vom eingängigen Sound der frühen Beatles beeinflusst waren und kurze melodische Titel enthielten.
Das äußere Erscheinungsbild – blonde Leadsängerin und dunkel gekleidete männliche Musiker im Hintergrund – sowie der auch als Bubble-Pop bezeichnete Musikstil erinnerten an Bands wie The Primitives, Transvision Vamp und The Heart Throbs, die etwa zur gleichen Zeit aktiv waren. Das kommerziell erfolgreiche zweite Album Pop Said… erreichte Platz 23 der Britischen Albumcharts und verhalf zu Auftritten bei populären britischen Musikshows wie Top of the Pops und Going Live!. Darüber hinaus erschien die Band zweimal auf der Frontseite des Musikmagazins Melody Maker. Ein Durchbruch in anderen Ländern blieb jedoch aus.
Im 1990 veröffentlichten dritten Album Crawdaddy änderte sich der Musikstil hin zu anspruchsvolleren Arrangements, die zu unterschiedlichen Reaktionen der Zuhörer führten. Gründungsmitglied Richard Gray wurde am Schlagzeug ersetzt durch Jimmy Hughes, der zuvor bei Black spielte. 1992 erschien das vierte und letzte Album Erotica, welches auch wegen des wenige Wochen später von Madonna produzierten gleichnamigen Albums keine nennenswerten Chartplatzierungen aufweisen konnte. Immerhin wurde die Single Long Day In The Universe in den Soundtrack zum US-amerikanischen Spielfilm Liebling, hältst Du mal die Axt? mit Mike Myers aufgenommen. Nach einer einjährigen Promotion-Tour durch die Vereinigten Staaten kehrte die Band nach einem Streit mit der Plattenfirma dem Musikgeschäft den Rücken zu und löste sich auf.
Sängerin Andrea Lewis startete eine neue Karriere als Theaterschauspielerin und Schauspieltrainerin in Cardiff. Mitte der 1990er Jahre moderierte sie außerdem eine Musikshow namens The Slate für die BBC in Wales. Schlagzeuger Jon Lee, der an zwei B-Seiten für die Single Sure Thing beteiligt war, gründete 1992 zusammen mit Sänger Grant Nicholas die Rockband Feeder.
Das Album Pop Said… wurde 2006 mit neun Bonustracks von Cherry Red Records neu herausgebracht.

## Diskografie

### Studioalben
| Jahr | Titel       | Höchstplatzierung, Gesamtwochen, AuszeichnungChartsChartplatzierungen (Jahr, Titel, Platzierungen, Wochen, Auszeichnungen, Anmerkungen) | Anmerkungen                        |
| Jahr | Titel       | UK | Anmerkungen                        |
| ---- | ----------- | --- | ---------------------------------- |
| 1989 | Pop Said... | UK23 (3 Wo.)UK | Erstveröffentlichung: Februar 1989 |

Weitere Veröffentlichungen
- 1990: Shame on You
- 1990: Crawdaddy
- 1992: Erotica

### Singles
| Jahr | Titel Album                      | Höchstplatzierung, Gesamtwochen, AuszeichnungChartsChartplatzierungen (Jahr, Titel, Album, Platzierungen, Wochen, Auszeichnungen, Anmerkungen) | Anmerkungen                          |
| Jahr | Titel Album                      | UK | Anmerkungen                          |
| ---- | -------------------------------- | --- | ------------------------------------ |
| 1988 | It’s All Up to You Pop Said...   | UK86 (3 Wo.)UK | Erstveröffentlichung: Mai 1988       |
| 1988 | Burst Pop Said...                | UK50 (5 Wo.)UK | Erstveröffentlichung: September 1988 |
| 1988 | Hit the Ground Pop Said...       | UK27 (6 Wo.)UK | Erstveröffentlichung: Dezember 1988  |
| 1989 | Let’s Go Round There Pop Said... | UK49 (4 Wo.)UK | Erstveröffentlichung: März 1989      |
| 1989 | You’ve Got to Choose Pop Said... | UK45 (4 Wo.)UK | Erstveröffentlichung: Juli 1989      |
| 1990 | Tiny Machine Crawdaddy           | UK60 (3 Wo.)UK | Erstveröffentlichung: Mai 1990       |
| 1990 | Crystal Clear Crawdaddy          | UK85 (3 Wo.)UK | Erstveröffentlichung: August 1990    |
| 1992 | Sure Thing Erotica               | UK71 (1 Wo.)UK | Erstveröffentlichung: August 1992    |

Weitere Singles
- 1987: Spin
- 1987: If I Said
- 1988: Shame On You
- 1990: It Makes No Difference
- 1992: Long Day in the Universe
- 1992: Please Yourself